# Iuluti
Iuluti é uma povoação de Moçambique, sendo um posto administrativo do distrito de Mogovolas.
Iuluti é conhecida nacionalmente como um dos maiores produtores de castanha de caju,[carece de fontes?] e são exploradas comercialmente pedras semipreciosas como turmalina e granada.